# معركة القلعة الأولى في بني عباس (1553)
وقعت معركة قلعة بني عباس في شتاء عام 1553، وقد عارضت ولاية الجزائر العاصمة إلى مملكة بني عباس، من أجل موازنة نفوذ السلطان عبد العزيز من القلعة، والذي يخضع القبائل المحيطة بالقلعة، يأمر صلاح رايس بحملة ضد قلعة بني عباس، لإبادة نفوذه، وجيش ريجنسي يخيم في دوار بوني دوريا من القلعة، فشن عبد العزيز طلعة جوية ضدهم وهزمهم بعد اشتباك كان مميتا لكلا الجانبين، أجبرت جيوش ريجنسي على التراجع بعد خسائر فادحة، وقلصت هذه المعركة أيضا سمعتها، هذا النصر يسمح للسلطان عبد العزيز بتأكيد سيطرته على البيبان والحضنة.